# Cilix glaucata
Cilix glaucata é uma espécie de insetos lepidópteros, mais especificamente de traças, pertencente à família Drepanidae.
A autoridade científica da espécie é Giovanni Antonio Scopoli, tendo sido descrita no ano de 1763.

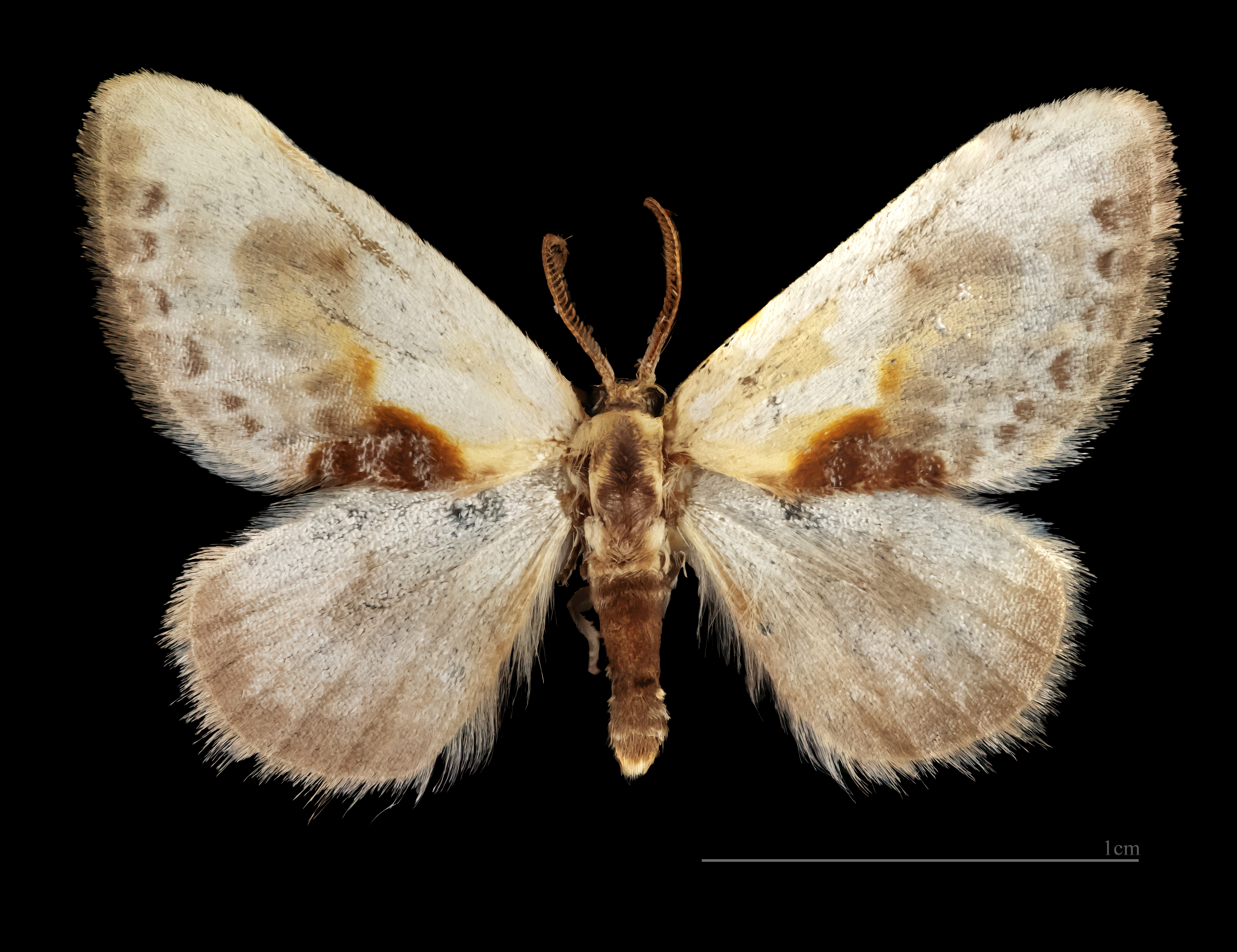
♂
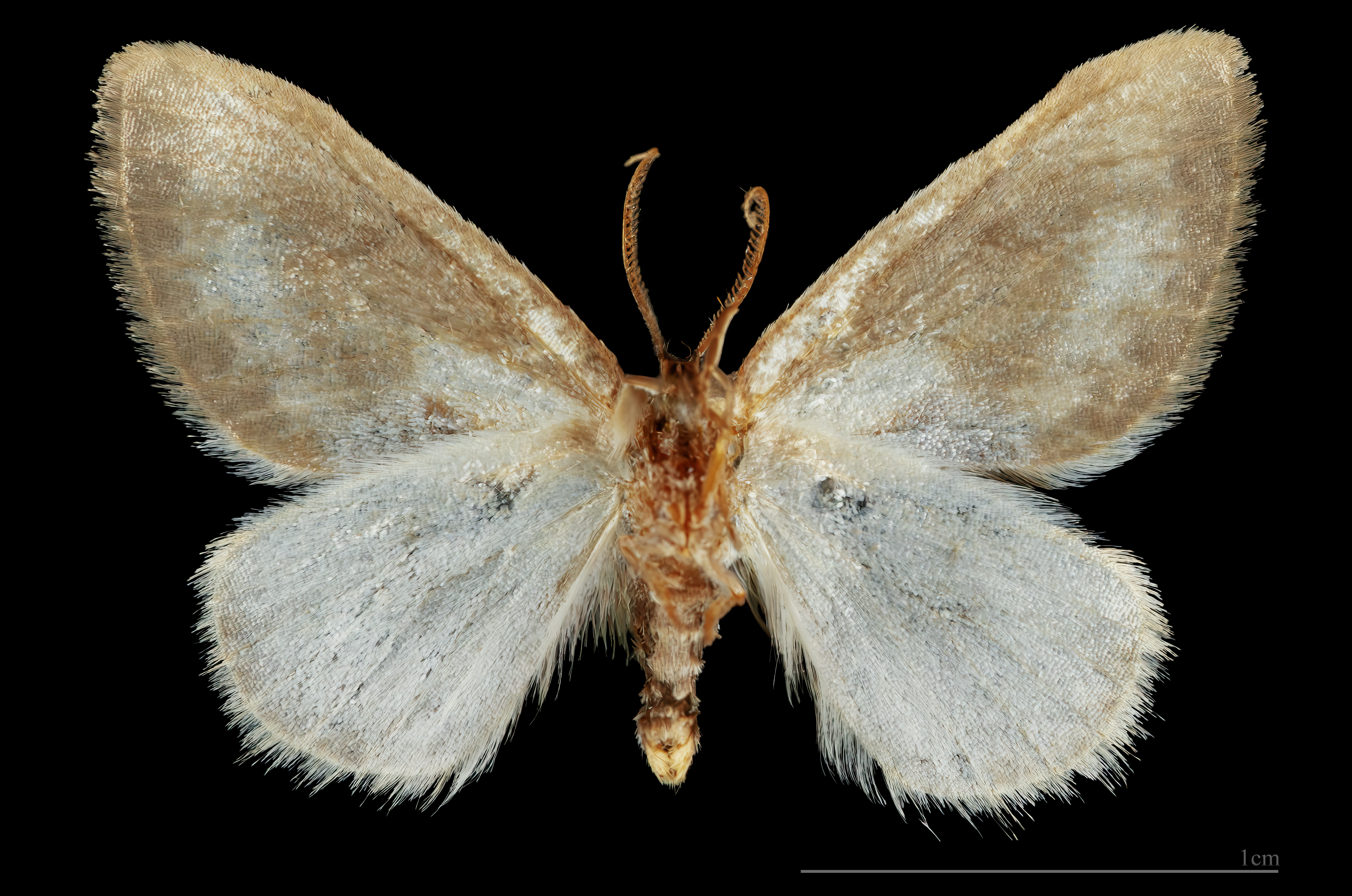
△ ♂

Trata-se de uma espécie presente no território português.